# Tam Thanh (huyện)
Tam Thanh là một huyện cũ thuộc tỉnh Vĩnh Phú, sau thuộc tỉnh Phú Thọ.
Huyện được thành lập từ ngày 5 tháng 7 năm 1977 trên cơ sở hợp nhất huyện Tam Nông và huyện Thanh Thủy.
Phía Bắc giáp thị xã Phú Thọ và 2 huyện Phong Châu, Sông Lô (ranh giới là sông Hồng), phía Nam giáp huyện Thanh Sơn, phía Đông giáp huyện Ba Vì của tỉnh Hà Sơn Bình (sau thuộc thành phố Hà Nội - ranh giới là sông Đà), phía Tây giáp huyện Sông Thao.
Khi hợp nhất, đơn vị hành chính của huyện Tam Thanh gồm 34 xã: Bảo Yên, Cổ Tiết, Đào Xá, Dậu Dương, Dị Nậu, Đoan Hạ, Đồng Luận, Hiền Quan, Hoàng Xá, Hồng Đà, Hùng Đô, Hưng Hóa, Hương Nha, Hương Nộn, La Phù, Phượng Mao, Phương Thịnh, Quang Húc, Sơn Thủy, Tam Cường, Tân Phương, Tề Lễ, Thạch Đồng, Thanh Uyên, Thượng Nông, Trung Nghĩa, Trung Thịnh, Tứ Mỹ, Tu Vũ, Văn Lương, Vực Trường, Xuân Lộc, Xuân Quang, Yến Mao.
Ngày 30 tháng 3 năm 1985, thành lập một xã lấy tên là xã Thọ Văn.
Ngày 6 tháng 11 năm 1996, huyện Tam Thanh thuộc tỉnh Phú Thọ vừa được tái lập.
Ngày 28 tháng 5 năm 1997, thành lập thị trấn Hưng Hóa - thị trấn huyện lị huyện Tam Thanh - trên cơ sở toàn bộ diện tích và dân số của xã Hưng Hóa.
Như vậy, đơn vị hành chính của huyện Tam Thanh gồm thị trấn Hưng Hóa và 34 xã: Bảo Yên, Cổ Tiết, Đào Xá, Dậu Dương, Dị Nậu, Đoan Hạ, Đồng Luận, Hiền Quan, Hoàng Xá, Hồng Đà, Hùng Đô, Hương Nha, Hương Nộn, La Phù, Phượng Mao, Phương Thịnh, Quang Húc, Sơn Thủy, Tam Cường, Tân Phương, Tề Lễ, Thạch Đồng, Thanh Uyên, Thọ Văn, Thượng Nông, Trung Nghĩa, Trung Thịnh, Tứ Mỹ, Tu Vũ, Văn Lương, Vực Trường, Xuân Lộc, Xuân Quang, Yến Mao.
Tháng 4-1997, huyện Tam Thanh lại được tách trở lại như trước khi hợp nhất thành 2 huyện Tam Nông và Thanh Thủy:
- Huyện Tam Nông có 20 đơn vị hành chính cấp xã trực thuộc, bao gồm thị trấn Hưng Hóa (huyện lỵ) và 19 xã: Cổ Tiết, Dậu Dương, Dị Nậu, Hiền Quan, Hồng Đà, Hùng Đô, Hương Nha, Hương Nộn, Phương Thịnh, Quang Húc, Tam Cường, Tề Lễ, Thanh Uyên, Thọ Văn, Thượng Nông, Tứ Mỹ, Văn Lương, Vực Trường, Xuân Quang.
- Huyện Thanh Thủy có 15 đơn vị hành chính trực thuộc, bao gồm 15 xã: Bảo Yên, Đào Xá, Đoan Hạ, Đồng Luận, Hoàng Xá, La Phù (huyện lỵ), Phượng Mao, Sơn Thủy, Tân Phương, Thạch Đồng, Trung Nghĩa, Trung Thịnh, Tu Vũ, Xuân Lộc, Yến Mao.